# Monique Chapelle
Pour les articles homonymes, voir Chapelle.
Monique Chapelle est une réalisatrice, scénariste, productrice, écrivaine et poète française, née le 24 août 1925 à Paris, ville où elle est morte le 9 juillet 2005.

## Biographie
Monique Chapelle est diplômée de l'Institut des hautes études cinématographiques (IDHEC, huitième promotion) et diplômée ès lettres de l'Université Paris-1 Panthéon-Sorbonne.
Elle fut la réalisatrice de nombreuses émissions à l'ORTF, de documentaires ainsi que de courts métrages, le plus marquant étant Une foule enfin réunie dont elle est scénariste et réalisatrice, avec Albert Schimel en tant que chef-opérateur, Jean-Louis Trintignant comme narrateur, et des dialogues écrits par Michel Audiard.
Elle est également l'auteur d’un ouvrage consacré à l'acteur français Gérard Philipe, Gérard Philipe, notre éternelle jeunesse, et a écrit de nombreux articles dans des revues consacrées au cinéma, notamment La Revue du cinéma.
Elle est la mère du financier Nicolas Schimel, et fut l'épouse du directeur de la photographie Albert Schimel.

## Filmographie
- Notre ami Jacques Becker, document filmé, ORTF,1962
- L'Amour médecin, 1964
- Une foule enfin réunie, court-métrage, 1964
- La Moselle, une rivière pour l'Europe, court-métrage coréalisé avec Robert Ménégoz, 1966
- Monstres sacrés, Madame Moreno, documentaire en noir et blanc, 1965
- Paris rue Marie-Rose, titre original Tri vesni Lenina